# ソフィアヌ・メリティ
ソフィアヌ・メリティ（Sofiane Melliti、1978年8月18日 - ）は、チュニジアの元サッカー選手。元チュニジア代表。ポジションはミッドフィールダー。

## 来歴
1998年11月にチュニジア代表デビュー。2001年以降出場機会は無かったが、2005年11月に代表復帰。2006 FIFAワールドカップのメンバーにも選ばれた。チュニジア代表として通算17試合に出場、1得点をあげた。

## 代表歴

### 出場大会
- チュニジア代表
  - 2006 FIFAワールドカップ

### 試合数
- 国際Aマッチ 17試合 1得点（1998年-2006年）[1]

| チュニジア代表 | 国際Aマッチ | 国際Aマッチ |
| 年             | 出場        | 得点        |
| -------------- | ----------- | ----------- |
| 1998           | 2           | 0           |
| 1999           | 3           | 0           |
| 2000           | 3           | 0           |
| 2001           | 0           | 0           |
| 2002           | 0           | 0           |
| 2003           | 0           | 0           |
| 2004           | 0           | 0           |
| 2005           | 2           | 0           |
| 2006           | 7           | 1           |
| 通算           | 17          | 1           |